# Wilbur Smith
Wilbur Addison Smith (n. 9 ianuarie 1933, Kabwe, Zambia – d. 13 noiembrie 2021, Cape Town, Africa de Sud) a fost un scriitor sud-african contemporan de limbă engleză, specializat în romane de ficțiune istorică despre implicarea internațională în Africa de Sud de-a lungul a patru secole, văzută atât din punctul de vedere al albilor cât și al negrilor.

## Biografie
S-a născut în Rhodesia de Nord (actualmente Zambia) pe 9 ianuarie 1933. După studii strălucite în Africa de Sud, a devenit om de afaceri și apoi un scriitor de succes.
Wilbur Smith a fost considerat maestru incontestabil al romanelor de aventuri. Toate cărțile sale, traduse în 27 de limbi, sunt best-seller-uri internaționale.
A decedat la 13 noiembrie 2021 la casa sa din Cape Town, Africa de Sud.

## Lucrări publicate

### Saga Familiei Courtney
- Festinul Leilor (When the Lion Feeds)- 1964
- Sunetul tunetului (The Sound of Thunder)- 1966
- Sanctuarul (A Sparrow Falls) - 1977
- Țărmul în flăcări (The Burning Shore) - 1985
- Puterea sabiei (Power of the Sword) - 1986
- Furia (Rage) - 1987
- Vremea morții (A Time to Die) - 1989
- Vulpea aurie (Golden Fox) - 1990
- Păsări de prada (Birds of Prey) - 1997
- Musonul (Monsoon) - 1999
- Orizontul albastru (Blue Horizon) - 2003
- Triumful Soarelui (The Triumph Of The Sun) - 2005

### Egiptul Antic
- Războinicii Nilului (River God) - 1993
- Ultimul papirus (The Seventh Scroll) - 1995
- Magul (Warlock) - 2001
- Cautarea(The Quest) - 2007
- Zeul deșertului (Desert God) - 2014
- Faraonul (Pharaoh) - 2016